# Réseau transeuropéen de transport

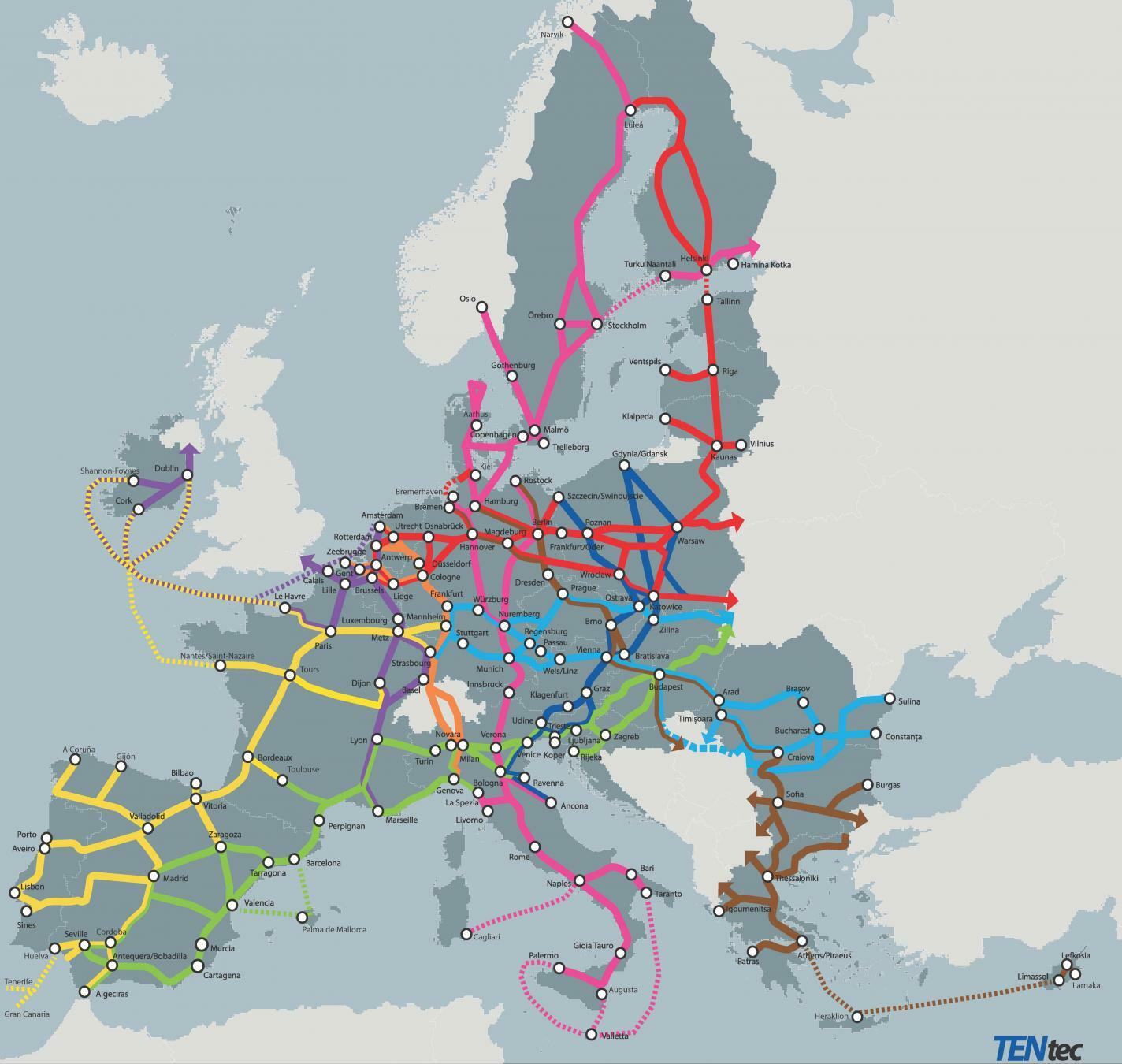
Carte du réseau

Le réseau transeuropéen de transport (RTE-T) est un programme de développement des infrastructures de transport de l'Union européenne mis en place par le Parlement et le Conseil européen. Il a pour ambition de faciliter le développement des échanges, en particulier par l'interopérabilité complète des différents réseaux constitutifs (terrestres, fluviaux, aériens), et permettre ainsi la création d'un véritable marché unique, d'augmenter la part des modes de transport les plus respectueux de l'environnement, et d'accélérer l'intégration des nouveaux pays membres.

## Historique
Les premières orientations du programme ont été adoptées en 1996, puis ont été révisées à plusieurs reprises, notamment en 2001 et 2004 ; le RTE-T est un élément de la politique commune des transports.
En avril 2004, une liste de 30 projets prioritaires a été arrêtée. Ces projets représentent un investissement global de 225 milliards d'euros à l'horizon 2020. Ils peuvent bénéficier de financements européens à hauteur maximale de 20 %.
Les projets du programme RTE-T sont techniquement et financièrement gérés par l'agence exécutive du réseau transeuropéen de transport (TEN-T EA), qui a été créée précisément à cette fin par la Commission européenne en octobre 2006. En 2004, l'UE25 compte 73 000 km de réseau commun, dont 17 800 km spécifiques au réseau RTE-T et 14 400 km au réseau de route européenne « E ».

## Éléments du réseau transeuropéen de transport
- Vitesse opérationnelle max 310-320 km/h
- Vitesse opérationnelle max 270-300 km/h
- Vitesse opérationnelle max 240-260 km/h
- Vitesse opérationnelle max 200-230 km/h
- En construction avec vitesse opérationnelle max ≥ 200 km/h
- Vitesse opérationnelle max < 200 km/h

Réseau ferré européen à grande vitesse :

Le RTE-T comprend d'une part les infrastructures de transport, d'autre part les services nécessaires à leur bon fonctionnement. Ces éléments sont les suivants :
- réseau routier
- réseau ferroviaire dont le coordinateur est Railteam
- réseau des voies navigables
- ports de navigation intérieure
- infrastructures aéroportuaires
- réseau de transport combiné (rail-route ou fleuve-route)
- réseau de gestion et d'information (trafic maritime intérieur)
- réseau de gestion du trafic aérien (espace aérien, routes aériennes, aides à la navigation aérienne, système de contrôle du trafic aérien)

## Corridors prioritaires
En 2021, 9 corridors prioritaires du réseau TEN-T sont identifiés, :
| Corridor | Nom                                    | Origines             | Plates-formes de correspondance principales | Destinations       | Longueur | Réf.  |
| -------- | -------------------------------------- | -------------------- | ------------------------------------------- | ------------------ | -------- | ----- |
| 1        | Corridor Baltique-Adriatique (en)      | Świnoujście – Gdynia | Cracovie – Vienne                           | Ravenne            | 2400 km  | [ 5 ] |
| 2        | Corridor Mer du Nord-Baltique          | Helsinki             | Łódź – Berlin                               | Hambourg – Anvers  | 3200 km  | [ 6 ] |
| 3        | Corridor méditerranéen                 | Algeciras            | Barcelone – Avignon – Turin                 | Miskolc            | ~3000 km | [ 5 ] |
| 4        | Corridor Orient/Méditerranée orientale | Hambourg – Rostock   | Budapest – Sofia                            | Nicosie            | ~3700 km |       |
| 5        | Corridor Scandinavie-Méditerranée      | Helsinki – Oslo      | Copenhague – Munich                         | La Vallette        | 4858 km  |       |
| 6        | Corridor Rhin-Alpes                    | Bruges – Rotterdam   | Cologne                                     | Gênes              |          |       |
| 7        | Corridor atlantique                    | Lisbonne             | Vitoria – Paris                             | Strasbourg         |          |       |
| 8        | Corridor Mer du Nord-Méditerranée      | Dublin               | Amsterdam – Le Havre                        | Marseille          | 933 km   |       |
| 9        | Corridor Rhin-Danube                   | Strasbourg           | Prague – Budapest                           | Prešov – Constanța | 2137 km  | [ 7 ] |

## Réseau routier transeuropéen

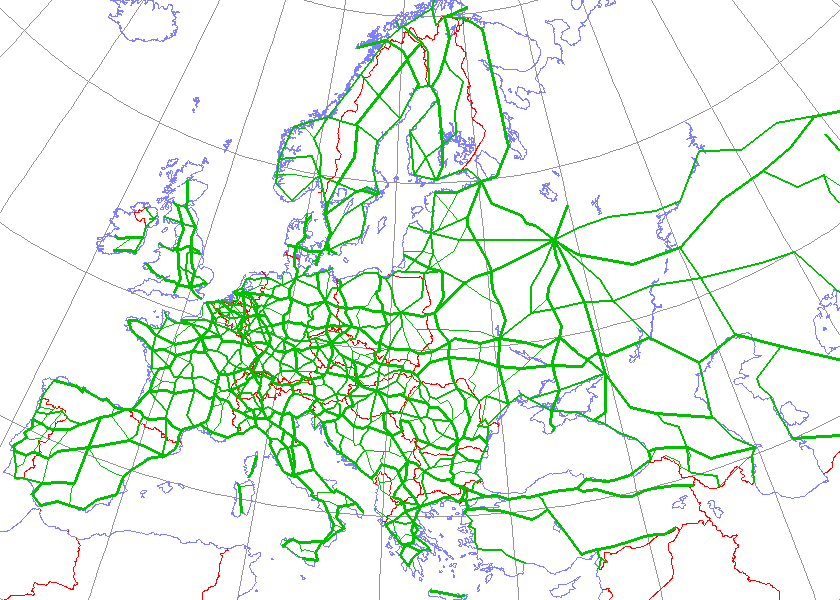
Routes européennes

Le réseau routier transeuropéen est la partie la plus importante du RTE, la route est le premier moyen de transport des personnes et de marchandises sur le continent européen et les objectifs fixés par l'UE visent autant à moderniser le réseau routier qu'à accroitre les possibilités de substituer la route par le rail ou les voies navigables , la question de la sureté routière est notamment abordée au travers de la notion de White Roads EU PROJECT.
Les routes du réseau transeuropéen n'ont pas d'homogénéité au niveau européen : dans certains pays, elles sont sujettes à être traversées par des piétons, alors que dans d'autres non ; dans certains pays le bas côté est bitumé alors que dans d'autres non.
En 2017, neuf corridors routiers principaux sont retenus :
- Baltique - Adriatique
- Mer du Nord - Baltique
- Méditerranée
- Orient / Est - Med
- Scandinavie - Méditerranée
- Rhin - Alpes
- Atlantique
- Mer du Nord - Méditerranée
- Rhin - Danube

## Les trente projets prioritaires à l'horizon 2020
Des projets moteurs et essentiels ont été définis afin de structurer le développement futur des réseaux de transport de personnes et de marchandises au niveau de l'UE ; les fonds de l'UE destinés entre autres à ces infrastructures de transport est de 24,05 milliards d'euros pour la période 2014-2020 (Mécanisme pour l'interconnexion en Europe). La Commission européenne estime que le projet total coûtera 250 milliards d'euros cofinancé par les fonds européens, ceux des États membres et le secteur privé.
Le réseau global couvrira l'ensemble de l'UE et permettra notamment de rapprocher les périphéries du centre de l'Europe, il sera accessible depuis toutes les régions, reliera 94 ports européens aux réseaux ferroviaires et routiers et 38 aéroports majeurs aux grandes villes par liaisons ferroviaires. Quelque 15 000 kilomètres de lignes ferroviaires seront aménagées pour la grande vitesse.
En avril 2004, une liste de 30 projets prioritaires a été arrêtée, ils peuvent bénéficier de financements européens à hauteur maximale de 20 % et doivent répondre à des intérêts communs:
- résorber un goulet d'étranglement ou à compléter un chaînon manquant sur un axe majeur du réseau transeuropéen ;
- être d'une dimension telle qu'une planification à long terme au niveau européen apporte une valeur ajoutée importante ;
- présenter des avantages socio-économiques potentiels ;
- améliorer de manière significative la mobilité des personnes et des marchandises entre les pays de l'UE ;
- contribuer à la cohésion territoriale de l'Union en intégrant les réseaux des nouveaux pays de l'UE ;
- contribuer au développement durable des transports.

| no | Chantier | Statut | Début | Fin théorique |
| -- | --- | ------ | ----- | ------------- |
| 01 | Axe ferroviaire Berlin-(Halle/Leipzig-Nuremberg-Munich-Vérone-Bologne-Florence-Rome-Naples-)Palerme, incluant le tunnel de base du Brenner.                                                                      |        |       |               |
| 02 | Axe ferroviaire Paris-Bruxelles-Cologne-Amsterdam (Thalys TGV PBKA). | ✔️     | 2000  | 2007          |
| 03 | Axe ferroviaire du sud-ouest de l'Europe (dont les LGV Paris-Bordeaux, Bordeaux-Espagne, l'Y basque, la ligne de Perpignan à Figueras et les LGV Madrid-Figueras, Saragosse-Huesca et Madrid-Lisbonne (projet)). |        | 2003  |               |
| 04 | Axe ferroviaire LGV Est européenne (Paris-Reims-Strasbourg), partie intégrante du projet no 17 (Paris - Bratislava).                                                                                             | ✔️     | 2002  | 2016          |
| 05 | Axe ferroviaire de la Betuwe (Port de Rotterdam/Maasvlakte-Zevenaar et la frontière allemande). | ✔️     | 1998  | 2007          |
| 06 | Axe ferroviaire Lyon-(Trieste-Divača-Koper/Capodistria-Ljubljana-Budapest-)frontière ukrainienne à Tchop, incluant la liaison ferroviaire transalpine Lyon - Turin.                                              |        | 2002  |               |
| 07 | Axe autoroutier Igoumenítsa/Patras-(Athènes-Sofia-)Budapest |        |       |               |
| 08 | Axe multimodal Portugal-Espagne et reste de l'Europe |        |       |               |
| 09 | Axe ferroviaire d'Irlande (Cork-Dublin-Belfast-Stranraer) |        |       |               |
| 10 | Aéroport de Milan Malpensa | ✔️     | 1995  | 2001          |
| 11 | Pont de l'Öresund (Malmö-Copenhague) | ✔️     | 1996  | 2000          |
| 12 | Axes ferroviaire et routier du triangle nordique (Stockholm, Oslo, Turku, Helsinki et la frontière finno-russe)                                                                                                  |        |       |               |
| 13 | Axe routier Irlande-Royaume-Uni-Benelux |        |       |               |
| 14 | Axe ferroviaire de la côte ouest du Royaume-Uni (Londres-Glasgow) | ✔️     | 2004  | 2008          |
| 15 | Système de navigation par satellite Galileo |        | 2005  | 2025          |
| 16 | Axe ferroviaire fret à travers les Pyrénées (Sines-Algésiras-Madrid-Paris) |        |       |               |
| 17 | Axe ferroviaire Paris-Stuttgart-Vienne-Bratislava appelé Magistrale européenne |        | 2002  |               |
| 18 | Axe fluvial Rhin-Meuse-Main-Danube |        |       |               |
| 19 | Interopérabilité du réseau ferroviaire à grande vitesse de la péninsule Ibérique |        |       |               |
| 20 | Tunnel sous-marin du Fehmarn Belt (Allemagne-Danemark) |        | 2018  | 2028          |
| 21 | Les autoroutes de la mer (mer Baltique, arc atlantique, Europe du Sud-Est, Méditerranée occidentale) |        |       |               |
| 22 | Axe ferroviaire Athènes-Sofia-Budapest-Vienne-Prague-Nuremberg-Dresde |        |       |               |
| 23 | Axe ferroviaire Gdańsk-Varsovie-Brno-Bratislava-Vienne |        |       |               |
| 24 | Axe ferroviaire (Lyon-Genève)/(Gênes-Milan)-Bâle-Duisbourg-Rotterdam-Anvers |        | 2002  |               |
| 25 | Axe autoroutier Gdańsk-Brno-Bratislava-Vienne |        |       |               |
| 26 | Axe ferroviaire et routier Irlande-Royaume-Uni-Europe continentale |        | 1994  |               |
| 27 | Axe ferroviaire Rail Baltica (Varsovie-Kaunas-Riga-Tallinn-Helsinki) |        | 2019  | 2030          |
| 28 | Axe ferroviaire Eurocaprail (Bruxelles-Luxembourg-Strasbourg) |        |       |               |
| 29 | Axe ferroviaire du corridor intermodal mer Ionienne-Adriatique |        |       |               |
| 30 | Liaison fluviale Seine-Nord Europe (Compiègne-Dunkerque) |        | 2020  | 2027          |
|    | Axe ferroviaire grande vitesse Belgrade-Budapest appelé "le Belgrade-Budapest". |        | 2018  | 2022          |

## Compléments